# Meunasah Baro (Kembang Tanjong)
Meunasah Baro is een bestuurslaag in het regentschap Pidie van de provincie Atjeh, Indonesië. Meunasah Baro telt 130 inwoners (volkstelling 2010).